# Weisenbach
Weisenbach település Németországban, azon belül Baden-Württembergben. Lakosainak száma 2482 fő (2023. december 31.). Weisenbach Baden-Baden, Gernsbach és Forbach községekkel határos.

## Népesség
A település népessége az elmúlt években az alábbi módon változott:
| Lakosok száma | 2743 | 2489 | 2450 | 2492 | 2517 | 2482 |
|               | 1975 | 2017 | 2019 | 2021 | 2022 | 2023 |